# Ян Вегереф
Ян Віллем Вегереф (нід. Jan Willem Wegereef; нар. 17 січня 1962, Рейссен, Нідерланди) — нідерландський футбольний арбітр. Арбітр ФІФА з 1992 по 2007 роки.

## Кар'єра
Свою кар'єру футбольного судді почав у 1988 році у віці 26 років, ставши наймолодшим професіональним арбітром з Нідерландів.
Першим міжнародним матчем для Вегерефа стала гра 1-го раунду Кубка володарів кубків УЄФА 1995/1996 між єреванським «Араратом» і московським «Динамо». Всього ж під егідою УЄФА він відсудив 26 матчів Ліги чемпіонів (у тому числі 6 — на кваліфікаційних стадіях), 15 матчів Кубка УЄФА і 2 матчі Кубка володарів кубків.
У 2002 році Вегереф був включений до списку рефері для обслуговування матчів чемпіонату світу в Японії і Південній Кореї. На «мундіалі» він відсудив єдиний матч, в якому збірні Сенегалу і Уругваю розійшлися миром 3:3, причому арбітр призначив 2 пенальті і показав гравцям 12 жовтих карток, що на той момент було рекордом подібних змагань.
На рівні збірних Вегереф судив також в інших міжнародних змаганнях, як то: молодіжний чемпіонат світу 1999 року, відбіркові матчі на чемпіонат світу 2002 і 2006 років і чемпіонати Європи 2000 і 2008 років.
17 травня 2009 року Вегереф був удостоєний честі обслуговувати фінальний матч Кубка Нидерландов, який закінчився перемогою «Геренвена» в серії пенальті.
5 травня 2013 року в рамках чемпіонату Нідерландів арбітр провів свій останній матч у кар'єрі, в якому АЗ розгромив з рахунком 4:0 «Зволле».